# Pawel Artemjewitsch Sergijew
Pawel Artemjewitsch Sergijew (russisch Павел Артемьевич Сергиев; * 9. Februar 1951) ist ein russischer Botschafter.

## Leben
Paul Artemjewitsch Sergiev ist verheiratet und hat zwei Töchter.
1973 absolvierte er ein Studium am Staatlichen Moskauer Institut für Internationale Beziehungen und trat in den auswärtigen Dienst.
Bis 1974 wurde er beim UN-Hauptquartier beschäftigt.
Von 1976 bis 1980 wurde er in Peking beschäftigt.
Von 1982 bis 1987 wurde er in Mexiko-Stadt beschäftigt.
Von 1991 bis 1995 war er Beamter in Havanna.
Von 1998 bis 2002 war er Generalkonsul in Santiago de Cuba.
Von 2003 bis 2007 war er Gesandtschaftsrat in der Abteilung Lateinamerika in Moskau.
Von 27. Juli 2007 bis 21. Februar 2011 war er Botschafter in Georgetown, Guyana und war gleichzeitig in Kingstown, St. Vincent und die Grenadinen und St. George’s Grenada akkreditiert.
Ab 24. Oktober 2007, № 1411 war er mit gleichem Amtssitz auch Botschafter in Port of Spain.
Ab 27. August 2008 war er mit gleichem Amtssitz auch Botschafter in Bridgetown, Barbados.
Mit Dekret № 208 wurde er am 21. Februar 2011 zum Botschafter in Bogotá ernannt.